# Air North
Air North Charter and Training Ltd., работающая также под торговыми названиями Air North, Yukon’s и Air North, — канадская авиакомпания со штаб-квартирой в городе Уайтхорс, территория Юкон.
Выполняет регулярные, чартерные, грузовые перевозки по аэропортам Северо-Западных территорий, Аляски, Британской Колумбии, Альберты, а также предоставляет услуги по наземному обслуживанию воздушных судов других авиакомпаний. Главным транзитным узлом и портом приписки является Международный аэропорт Уайтхорс.

## История
Авиакомпания Air North была образована в 1977 году и начала выполнение коммерческих авиаперевозок на одном самолёте Cessna 206 в конце того же года. Позднее флот компании пополнился лайнерами Douglas DC-3, Douglas DC-4 и различными модификациями серий производства Cessna, De Havilland и Beechcraft.
С 1996 года началась замена флота поршневых на современные турбовинтовые самолёты и к концу 1990-х годов в авиакомпании эксплуатировались три лайнера Hawker Siddeley 748 модели 2A и один Beechcraft модели 99. В 2002 году были приобретены два реактивных лайнера Boeing 737-200, в 2005-м продан Beechcraft, а в следующем году компания получила четвёртый Hawker Siddeley.
Летом 2008 года руководство авиакомпании рассматривало вариант приобретения самолёта Boeing 737-200 в комбинированной конфигурации с большими грузовыми отсеками и переборками для увеличения объёма смешанных грузопассажирских перевозок на маршрутах, где эксплуатировались Hawker Siddeley в аналогичных схемах.
51 % собственности авиакомпании Air North принадлежит её президенту и генеральному директору Джозефу Спарлингу, остальные 49 % находятся в распоряжении управляющей компании Vuntut Development, являющейся уполномоченной от имени «Ассоциации первых народов индейского племени гвичинов». По состоянию на май 2008 года в Air North работало около двухсот сотрудников.

## Маршрутная сеть

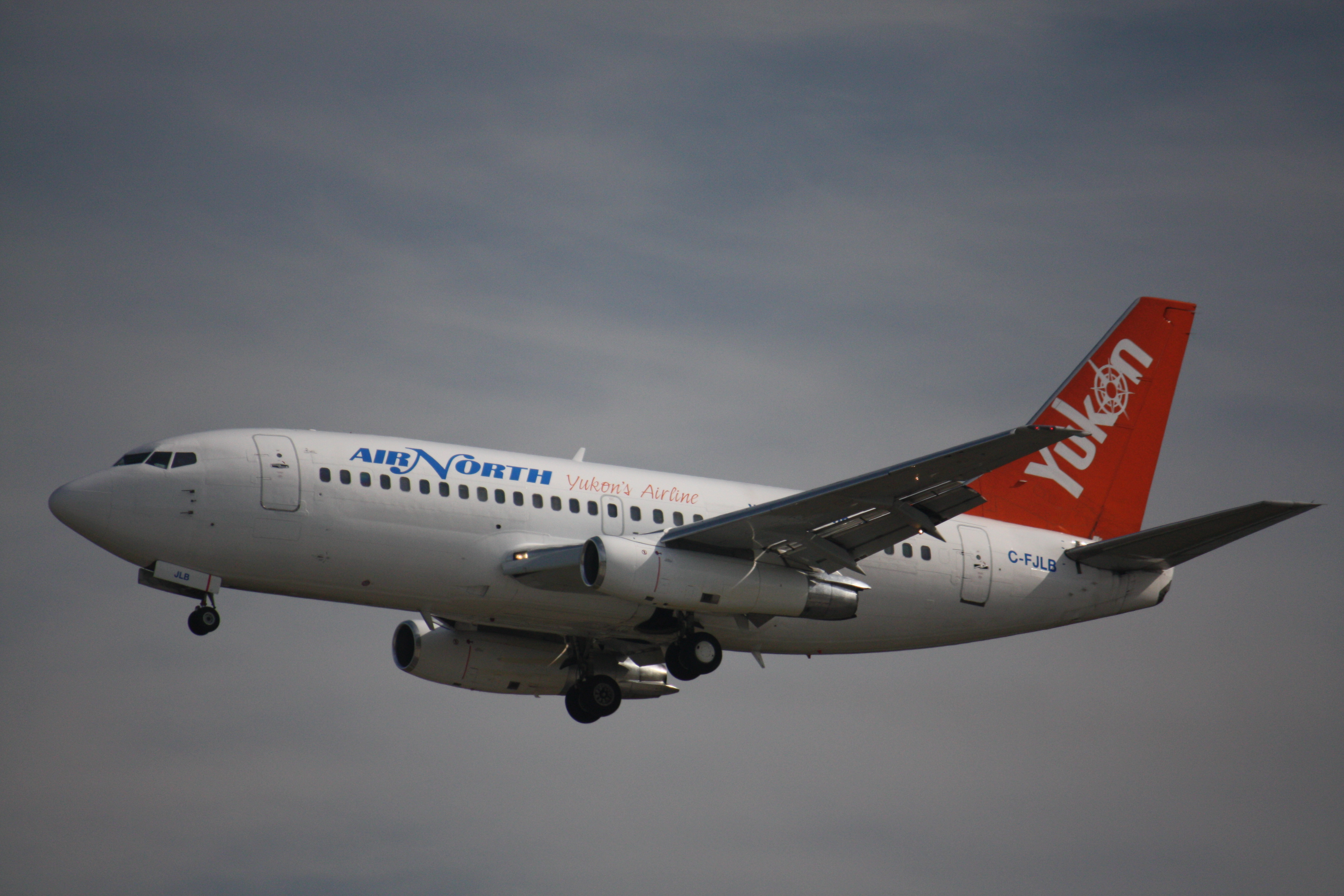
Boeing 737-200 авиакомпании Air North в заходе на посадку в Международном аэропорту Ванкувер

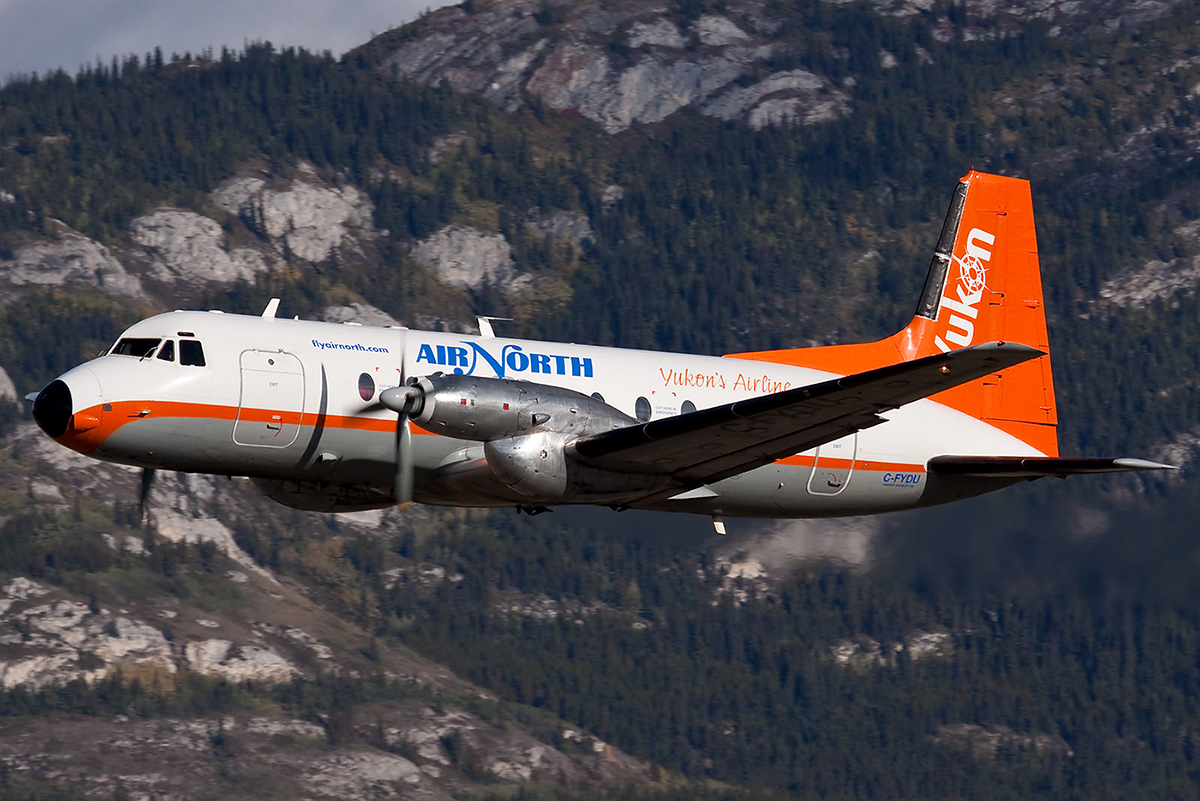
Hawker Siddeley (регистрационный HS-748) авиакомпании Air North на взлёте из аэропорта Уайтхорс в направлении Доусон-Сити

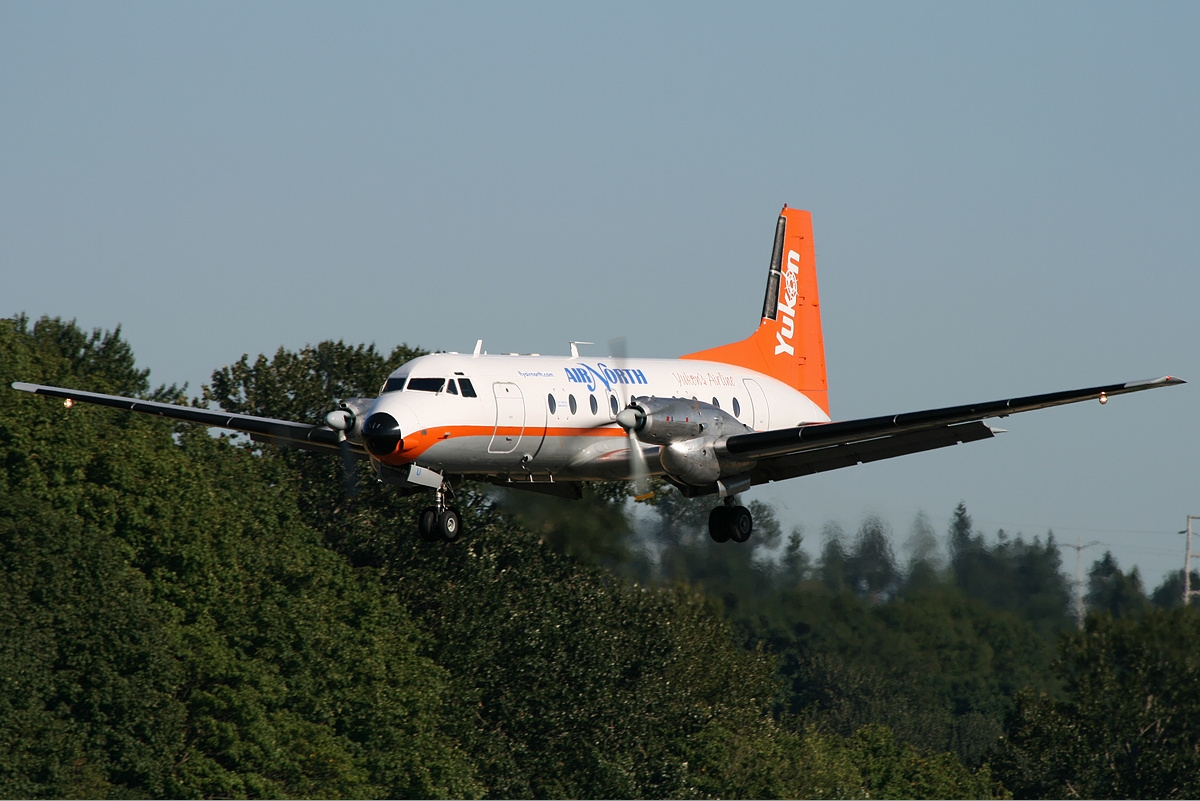
Hawker Siddeley (регистрационный HS-748) авиакомпании Air North в заходе на посадку в аэропорту Сиэтл/Боинг-Филд

- Канада
  - Альберта
    - Международный аэропорт Калгари
    - Международный аэропорт Эдмонтон

  - Британская Колумбия
    - Международный аэропорт Ванкувер

  - Северо-Западные Территории
    - Аэропорт Инувик

  - Юкон
    - Международный аэропорт Уайтхорс
    - Аэропорт Доусон-Сити
    - Аэропорт Олд-Кроу

- США
  - Аляска
    - Международный аэропорт Фэрбанкс

## Флот
По состоянию на конец 2009 года воздушный флот авиакомпании Air North составляли следующие самолёты:
- 2 Boeing 737-200Adv
- 1 Boeing 737-200Combi
- 1 Boeing 737—400[3]
- 4 Hawker Siddeley 748 Series 2A

### Выведенные из эксплуатации[4]
- Cessna 150
- Cessna 172
- Cessna 185
- Cessna 206
- Cessna 337
- Britten Norman Islander
- Beechcraft 18
- Beechcraft 80
- Beechcraft Model 99
- De Havilland Beaver
- De Havilland Otter
- De Havilland Caribou
- Douglas DC-3
- Douglas DC-4

## Наземное обслуживание

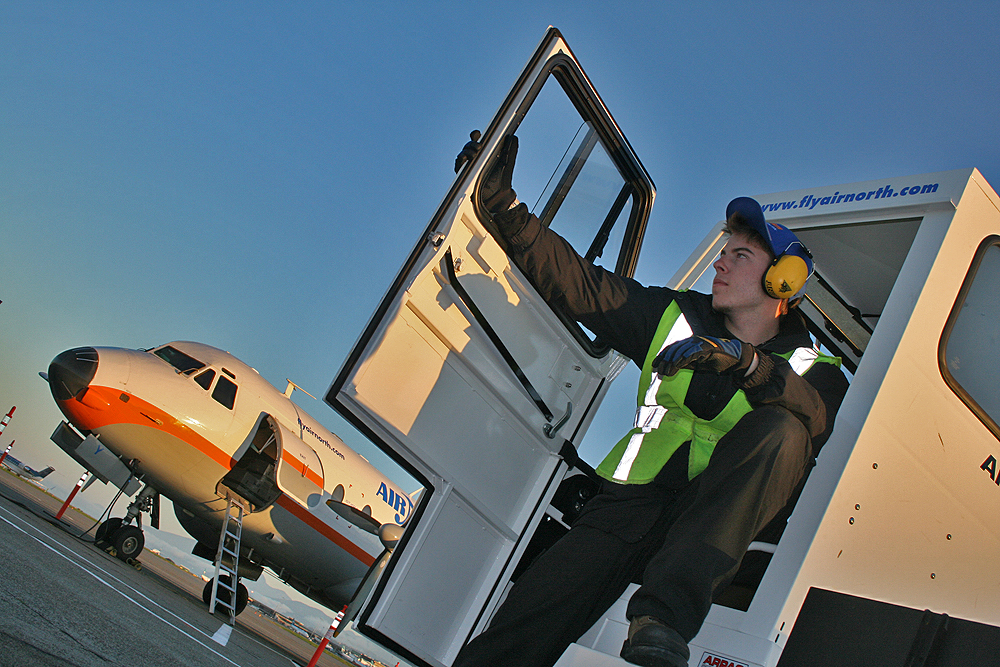
Наземное обслуживание ВС подразделением Air North в Международном аэропорту Ванкувер

Air North совместно с подразделением другого канадского перевозчика Harmony Airways выполняла весь комплекс наземного обслуживания воздушных судов всех авиакомпаний в Международном аэропорту Ванкувер. После банкротства Harmony Airways весной 2007 года Air North фактически является единственным подразделением, обслуживающим самолёты American Airlines в аэропорту Ванкувера. Услуги предоставляются как для турбовинтовых, так и для реактивных лайнеров. Air North также зачастую выполняет заказы других сервисных наземных служб таких, как Handlex и Servisair.
В Международном аэропорту Калгари наземное обслуживание Air North для пассажирских перевозок выполняет компания WingTips Airport Services, для грузовых — компания Servisair, причём WingTips обеспечивает процедуры регистрации пассажиров на рейсы, их отправку и прибытие здение аэровокзала, а Servisair — погрузку, разгрузку, выдачу багажа и другие операции по обработке грузов.
Наземное обслуживание судов Air North в Аэропорту Инувик выполняет компания First Air, в Международном аэропорту Уайтхорса — компании Condor и First Air.